# The 2120 Sessions
The 2120 Sessions é o terceiro álbum da carreira solo do guitarrista de blues brasileiro André Christovam. Lançado em 1991, o nome do álbum é uma referência ao estúdio aonde o mesmo foi gravado.
O álbum é ainda o primeiro disco de blues de um brasileiro gravado nos Estados Unidos com músicos americanos. Ele também foi o último disco da história do estúdio da Chess Records, tombado como patrimônio histórico dois meses depois. Hoje é um museu.

## Faixas
Lado A
01. Lighthouse - 2:34

02. Spear Dance - 1:55

03. Don't Ever Leave Me - 5:12

04. Calliope - 3:15

05. Hard Times Killing Floor - 3:50

Lado B
06. Bad Feeling - 3:11

07. Don't Tell Me (What You've Been Doing) - 2:46

08. Made Up My Mind - 4:44

09. Reverend of High Sierras - 3:44

10. I've Gotta Feeling (I Have the Blues) - 6:12

## Créditos Musicais
- André Christovam – Guitarra, Violões e Back-Vocal
- Andrew “Big Voice” Odon – Voz
- J.W. Williams – Baixo e Back-Vocal
- Jerry Porter – Bateria